# Bžany (district de Teplice)
Pour les articles homonymes, voir Bžany.
Bžany (en allemand : Webeschan) est une commune du district de Teplice, dans la région d'Ústí nad Labem, en République tchèque. Sa population s'élevait à 896 habitants en 2021.

## Géographie
Bžany se trouve à 7 km au sud-est de Teplice, à 15 km au sud-ouest d'Ústí nad Labem et à 70 km au nord-ouest de Prague.
La commune est limitée par Bystřany au nord, par Rtyně nad Bílinou et Žalany à l'est, par Kostomlaty pod Milešovkou au sud, et par Světec, Ohníč et Kladruby à l'ouest.

## Histoire
La première mention écrite du village remonte à 1303. Jusqu'en 1921, le village s'appelait Vebžany.

## Transports
Par la route, Bžany  se trouve à 9 km de Teplice, à 21 km d'Ústí nad Labem et à 81 km de Prague.